# H. Owen Reed

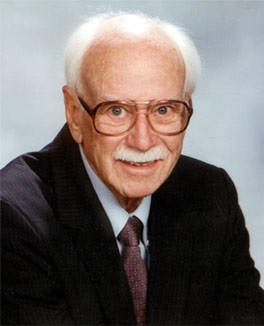
H. Owen Reed

Herbert Owen Reed (* 17. Juni 1910 in Odessa, Missouri; † 6. Januar 2014 in Athens, Georgia) war ein US-amerikanischer Komponist.

## Leben und Karriere
Reed studierte ab 1929 an der University of Missouri, ab 1933 an der Louisiana State University und von 1937 bis 1939 an der Eastman School of Music der University of Rochester Musik. Zu seinen Lehrern zählten neben Helen Gunderson an der Louisiana State University Howard Hanson und Bernard Rogers (Komposition), Paul White (Dirigieren), Harold Gleason (Musikwissenschaft) und Allen Irvine McHose (Musiktheorie) an der Eastman School. 1947 nahm er Privatunterricht bei Roy Harris in Colorado Springs und studierte am Berkshire Music Center in Tanglewood Komposition bei Bohuslav Martinů sowie zeitgenössische Musik bei Aaron Copland, Leonard Bernstein und Stanley Chappel.
Reed war Mitglied und Funktionär verschiedener amerikanischer Musikerorganisationen, so der Music Teachers National Association (als Leiter der Sektion Komposition/Theorie), der ASCAP, des American Music Center, der Michigan School Band and Orchestra Association und des National Council of the National Association of Composers. Von 1937 bis zu seiner Emeritierung 1976 unterrichtete er an der Michigan State University. Zu seinen Schülern zählten u. a. Loris Chobanian, Dinos Constantinides, Clare Fischer, David Gillingham, Adolphus Hailstork, Jere Hutcheson, David Maslanka und Greg Steinke.
Neben mehreren Bühnenwerken, Kammer- und Chormusik und einer Sinfonie komponierte Reed vor allem Werke für Blasorchester. Außerdem verfasste er mehrere Lehrbücher.

## Werke
- Piano Sonata, 1934
- Masque of the Red Death, Ballett-Pantomime, 1936
- String Quartet, 1937
- Evangeline, 1938
- Symphony No. 1, 1939
- Make a joyful noise (Song of Praise) für Sopran, zwei Flöten, Oboe, zwei Klarinetten, Fagott und Horn, 1939
- Overture, 1940
- Symphonic Dance, 1942
- Spiritual für Bläser und Schlagzeug, 1947
- Scherzo für Klarinette und Klavier, 1947
- Three Nationalities für Klavier, 1947
- Dusk für mittlere Stimme, 1947
- Mountain Meditation für mittlere Stimme, 1948
- Passing of John Blackfeather für mittlere Stimme, 1949
- Concerto for Cello an Orchestra, 1949
- La Fiesta Mexicana für Blasorchester, 1949
- Two Tongue Twisters für gemischte Stimmen, 1950
- Missouri Shindig für Bläser und Schlagzeug, 1951
- Nocturne für Klavier, 1953
- Symphonic Dance für Klavier und Bläserquintett, 1954
- Theme and Variations nach dem Streichquartett A-Dur von Ludwig van Beethoven, 1954
- Michigan Morn, 1955
- Ox-driving Song für gemischte oder Männerstimmen, 1955
- Michigan Dream, Oper (Libretto von John Jennings) 1955, 1959
- Renascence für Bläser und Schlagzeug, 1958
- Che-Ba-Kun-Ah („Road of Souls“) für Bläserensemble und Streichquartett, 1958
- Ripley Ferry für Frauenstimmen und Bläserseptett, 1958
- Earth Trapped, Kammer-Tanzoper für Kontraalt, 15 Instrumente und zwei Tänzer, 1960
- Overture for Strings, 1961
- El Muchacho für Klavier oder Jazzsextett oder Handglocken und Perkussion, 1962
- Tabernacle for the Sun, Oratorium für gemischten Chor, männlichen Sprechchor, Kontraalt und Orchester, 1963
- Turning Mind, 1968
- Touch of the Earth für Blaskapelle, Chor und Solist, 1971
- For the Unfortunate für Blaskapelle und Tonband, 1972
- Living solid Face (indianische Legende nach Hartley Burr Alexander, Libretto von Forrest W. Coggan) für Kammerorchester, Erzähler, zwei kleine Männerchöre, zwei Solotänzer und Tanzensemble, 1974
- Son de la Negra für Klavier, 1975
- Rejoice! Rejoice für Chor, Solisten, Vibraphon und Kontrabass, 1977
- Ut Re Mi für Orchester und Männerchor, 1979; für Bläser, 1980
- Butterfly Girl and Mirage Boy (indianische Legende nach Hartley Alexander, Libretto von Forrest W. Koggen) für Sopran, Kontraalt, elektrisches Klavier, drei Schlagzeuger, drei Tänzer und Altflöte, 1980
- Awakening of the Ents für Bläser und Schlagzeug, 1985
- Fanfare for Remembrance für sechs Trompeten, Flügelhorn, Schlagzeug und Erzähler, 1986
- Of Loth Lorien für Bläser und Schlagzeug, 1987
- Christmas Eve für Bigband und Sänger (mit Johnny Kidd), 2001
- Song of Acapulco für Bigband und Sänger (mit Johnny Kidd), 2001
- Wonderous Love für Tenor und Bläserquintett, 2004

## Schriften
- Workbook in the Fundamentals of Music. 1947.
- Basic Music, a college theory text. 1954.
- Basic Music Workbook, a companion to Basic Music. 1954.
- mit Paul Harder: Basic Contrapuntal Technique. 1964.
- Basic Contrapuntal Technique Workbook. 1964.
- Scoring for Percussion and the Instruments. 1969.
- mit Robert G. Sidnell: Materials of Music Composition.
  - Book I: Fundamentals. 1978.
  - Book II: Exploring the Parameters. 1980.
- Basic Contrapuntal Techniques. 2003.